# Torreya jackii
Torreya jackii là một loài thực vật hạt trần trong họ Taxaceae. Loài này được Chun mô tả khoa học đầu tiên năm 1925.